# Eulophia litoralis
Eulophia litoralis är en orkidéart som beskrevs av Rudolf Schlechter. Eulophia litoralis ingår i släktet Eulophia och familjen orkidéer. Inga underarter finns listade i Catalogue of Life.